# Шемая дунайська
Шемая дунайська або Селява дунайська (Alburnus danubicus) — вид коропоподібних риб роду Верховодка (Alburnus), родини ялецевих (Leuciscidae). Ареал охоплює басейн нижнього і середнього Дунаю. Розмір тіла досягає 20 см.
Відомий лише по двох знахідках 1909 і 1943 років з Болгарії і Румунії.